# NK Međimurje
O NK Međimurje é um clube de futebol croata baseado em Čakovec. O clube tem o nome de Međimurje por esta ser a região no norte da Croácia onde Čakovec está localizada. Disputa atualmente o Campeonato Croata de Futebol da Segunda Divisão.
Manda seus jogos em casa no Stadion SRC Mladost, em Čakovec, que tem uma capacidade total de aproximadamente 8.000. O grupo de torcedores do clube é chamado de Anjos.

## História
O clube foi fundado em junho de 2003 e começou a competir na 2. HNL, onde substituiu o NK Omladinac, um clube sediado num subúrbio de Čakovec chamado Novo Selo Rok. O clube terminou no topo do campeonato ao final da temporada 2003-04, conquistando a promoção para a primeira divisão.
A equipe iniciou sua primeira temporada na primeira divisão com três derrotas nos três primeiros jogos, antes de derrotar o NK Zagreb por 1–0 fora de casa na 4ª rodada e conquistar sua primeira vitória no campeonato. Porém, a equipe continuou tendo muito pouco sucesso depois disso, conquistando apenas mais duas vitórias nos 18 jogos seguintes e ficando na parte de baixo da tabela, pois a liga se dividiu em dois grupos em março de 2005. Seu desempenho melhorou no grupo dos 6 que disputavam a Liga de Despromoção, onde tiveram uma série de sete jogos invictos e terminaram em 5º, ultrapassando o NK Zadar na última rodada.
Na segunda temporada de primeira divisão em 2005-06, eles novamente se encontravam no fundo da tabela em março, embora com 5 vitórias e apenas um ponto a menos que Inter Zaprešić e Slaven Belupo. Depois de três derrotas nos três primeiros jogos na Liga de Despromoção, conseguiu uma série de sete jogos invictos e ultrapassou o Inter Zaprešić, depois de derrotá-los no penúltimo jogo da temporada.
Em 2006-07, eles tiveram sorte deveras mista nos sete primeiros jogos, mas depois conseguiram quatro vitórias consecutivas e chegaram ao 4º lugar após a 11ª rodada. Acabaram a temporada no 9º lugar, seu melhor resultado na primeira divisão, com 11 vitórias em 33 partidas. A temporada de 2007-08, no entanto, trouxe muito pouco sucesso e eles se encontraram no final da tabela na maior parte da temporada. A equipe terminou no fundo do poço, com apenas 15 pontos e meras três vitórias em 33 partidas, 18 pontos atrás do Inter Zaprešić, 11º colocado e efetivamente rebaixado para a Segunda Divisão.
Em 2008-09, a equipe acsbou em quinto lugar na segunda divsão. Apesar disso, o time foi  promovido diretamente de volta à Primeira Divisão para a temporada 2009-10. Neste ano a liga foi expandida para 16 equipes e o Slavonac CO, que terminou acima deles, viu-se forçado a se retirar da disputa após não garantir um estádio adequado para atuar como mandante.
Na primeira metade da temporada 2009-10, eles tiveram um bom desempenho em casa, registrando 5 vitórias e 2 empates em 9 partidas, mas o fraco desempenho fora (perderam todas as 8 partidas como visitantes) os viu começar a segunda metade da temporada em 13º lugar, logo acima da zona de rebaixamento. Apesar de vencer duas partidas fora na segunda metade da temporada, uma série de empates e derrotas (incluindo uma derrota esmagadora por 1–5 em casa para o Rijeka) os viu entrar na zona de rebaixamento com 6 partidas para o final do certame. Uma derrota por 4–1 frente o Hajduk Split na penúltima rodada confirmou o 15º lugar e o rebaixamento de volta à segunda divisão. A derrota por 4-1 foi investigada posteriormente sob alegações de manipulação de resultados.

## Clássicos
Nos últimos anos, o Međimurje vem criando o dérbi do norte com o Varaždin.

## Honrarias
- Druga HNL
  - Campeão (1): 2003–04
- Treća HNL Norte
  - Campeão (1): 2013–14
  - Vice-campeão (2): 2012–13
- Treća HNL Leste
  - Campeão (2): 2015–16, 2016-17
  - Terceiro colocado (3): 2014–15, 2017–18